# Frances Arnold
Frances Hamilton Arnold (ur. 12 lipca 1956 w Pittsburghu) – amerykańska chemiczka, profesor w Kalifornijskim Instytucie Technicznym w Pasadenie, laureatka Nagrody Nobla w dziedzinie chemii w 2018.

## Życiorys
Urodziła się w 1956 w Pittsburghu. Stopień doktorski uzyskała w 1985 na Uniwersytecie Kalifornijskim w Berkeley. Jest pracownikiem California Institute of Technology (Caltech).
W 2005 American Chemical Society przyznało jej Garvan Medal.
3 października 2018 Królewska Szwedzka Akademia Nauk ogłosiła, że Arnold otrzyma połowę Nagrody Nobla w dziedzinie chemii „za ukierunkowaną ewolucję enzymów”, drugą połowę rozdzielono pomiędzy G.P. Smitha i G.P. Wintera za zastosowanie metody prezentacji fagowej do peptydów i przeciwciał.